# Вастоджирарди
Вастоджира̀рди (на италиански: Vastogirardi, на местен диалект rë Uàsctë, ръ Уащъ) е село и община в Централна Италия, провинция Изерния, регион Молизе. Разположено е на 1200 m надморска височина. Населението на общината е 762 души (към 2010 г.).